# Helmut Kunz
Helmut Kunz (ur. 26 września 1910 w Ettlingen, zm. 23 września 1976 we Freudenstadt) – członek SS i dentysta. Przyznał się do podania znieczulenia dzieciom Goebbelsa, zanim zostały zabite.

## Młodość
Kunz urodził się w Ettlingen w Niemczech. Początkowo studiował prawo, a dopiero później stomatologię. W 1936 roku otworzył praktykę dentystyczną i w tym samym roku wstąpił do SS.

## Kariera w SS
W 1939 roku Kunz został członkiem 3 Dywizji Pancernej SS „Totenkopf”. W 1941 roku został poważnie ranny, potem przydzielony do biura medycznego Waffen-SS w Berlinie jako młodszy asystent generalnego stomatologa. W końcu kwietnia 1945 roku został przydzielony do służby w Kancelarii Rzeszy. Był członkiem NSDAP od 1937 roku.

## Zabójstwo dzieci Goebbelsów
W przeciwieństwie do innych liderów III Rzeszy Joseph Goebbels postanowił pokazać swoje silne wsparcie dla Hitlera i w kwietniu 1945 roku przeprowadził się wraz z rodziną do bunkra położonego pod ogrodami kancelarii Rzeszy w Berlinie. Pierwszą pacjentką Kunza była Magda Goebbels.
27 kwietnia poprosiła go, aby pomógł w zabiciu jej dzieci. Z kolei 1 maja, Magda zadzwoniła do Kunza i poprosiła, by przyszedł do Vorbunkra. Gdy przybył, Magda poinformowała go, że Hitler nie żyje oraz że są grupy, które próbują przebić się przez sowieckie okrążenie i uciec, lecz ona i jej mąż zdecydowali, że nadeszła pora, by umrzeć. Magda i Joseph nalegali, by Kunz im pomógł. Według niego, zrobił dzieciom Goebbelsów zastrzyk z morfiny, którą otrzymał od doktora Ludwiga Stumpfeggera, aby dzieci nie były przytomne podczas podania kapsułek z cyjankiem.

## Schwytanie i życie po wojnie
Kunz powrócił do pracy. 2 maja został schwytany przez żołnierzy Armii Czerwonej wraz z dr. Wernerem Haasem i dwiema pielęgniarkami Erną Flegel i Liselotte Chervinską. Spędził dziesięć lat w sowieckiej niewoli, po czym powrócił do Münster. W 1955 roku były sierżant Waffen-SS i jeniec wojenny Harri Mengershausen, włączył Kunza w odpowiedzialność za śmierć dzieci Goebbelsów.
W swoich zeznaniach Kunz stwierdził, że zrobił dzieciom zastrzyk z morfiny, lecz to Magda Goebbels lub dr Ludwig Stumpfegger podali dzieciom kapsułki z trucizną. Jednakże zeznania Rochusa Mischa i Wernera Naumanna są sprzeczne z tym, co twierdzi Kunz. Misch i Naumann stwierdzili, że to doktor Stumpfegger przygotował i podał dzieciom specjalny napój zawierający substancje narkotyczne. Zrobił to, aby wprowadzić je w głęboki sen, a następnie Magda podała im kapsułki z cyjankiem.
Niemiecki sąd odrzucił możliwość skazania Kunza. On sam z kolei aż do śmierci prowadził praktykę dentystyczną, która cieszyła się uznaniem. Helmut Kunz zmarł w 1976 roku we Freudenstadt.